# 200234 Kumashiro
200234 Kumashiro è un asteroide della fascia principale. Scoperto nel 1999, presenta un'orbita caratterizzata da un semiasse maggiore pari a 2,7880253 UA e da un'eccentricità di 0,1594623, inclinata di 8,65969° rispetto all'eclittica.